# Gare d'Herzeele
Pour l’article ayant un titre homophone, voir Gare d'Herzele.
La gare d'Herzeele est une ancienne gare ferroviaire française de la ligne de chemin de fer secondaire de Hazebrouck à Hondschoote de la Compagnie des chemins de fer des Flandres (CF) et terminus de la ligne de chemin de fer secondaire de Herzeele à Saint-Momelin de la Société générale des chemins de fer économiques (SE), située sur le territoire de la commune d'Herzeele, dans le département du Nord en région Hauts-de-France.

## Histoire
La gare d'Herzeele est mise en service en 1894 lors de l'ouverture de la ligne de chemin de fer secondaire à écartement métrique de Hazebrouck à Hondschoote de la Compagnie des chemins de fer des Flandres. Elle est fermée en 1954 lors de la suppression de la ligne.
Entre 1910 et 1951, la gare sert également de terminus à la ligne de chemin de fer secondaire à écartement métrique de Herzeele à Saint-Momelin de la Société générale des chemins de fer économiques.

## Patrimoine ferroviaire
La gare désaffectée a été transformée en logement.